# (29877) 1999 GL17
A (29877) 1999 GL17 a Naprendszer kisbolygóövében található aszteroida. A LINEAR projekt keretében fedezték fel 1999. április 15-én.